# Аристей (мифология)
Аристей (др.-греч. Ἀρισταῖος, то есть лучший) — имя греческого героя или божества.
Существует сказание, что Аристей — сын Аполлона (у Нонна назван сыном «кеосского Феба») и Кирены, внучки или дочери речного бога в Фессалии — Пенея. По редкой версии — сын Геи и Урана. Аристей родился на берегу Ливии, названном потом Киренаикой.
Согласно Пиндару, Гермес умчал его на небо, где ребёнка напоили нектаром и амбросией. Ими вскормили дитя Горы и Гея, которым передал его Гермес. Затем Аполлон отдал мальчика на воспитание Хирону. Музы научили Аристея искусству предсказания и исцеления. Его называли Аполлоном Пастушьим. Воспитан в Ливии нимфами, которые дали ему три имени: Номий, Аристей и Агрей. Научился заквашивать молоко, изготовлять ульи, выращивать маслину и передал знания людям. В Кирене открыл лекарственное употребление сильфия.
В Беотии он женился на дочери Кадма — Автоное, и у них родился несчастный Актеон. Аристей — участник индийского похода Диониса. Состязался в играх по Стафилу. Состязался в борьбе в играх по Офельту.
Призванный жителями по приказанию Аполлона, он боролся на острове Кеосе с палящим жаром, посвятив себя Зевсу Икмайскому (дающему сырость), был царем Кеоса и искупил обильными жертвоприношениями гибель Икария. Диодор Сицилийский рассказывает, что после гибели Актеона Аристей отправился к оракулу Аполлона. Уплыл на Кеос и принес там жертву, чтобы прекратить мор, поразивший Элладу. Оставил потомство на Кеосе, возвратился в Ливию и, получив указания от матери, отправился на Сардинию, где у него родились сыновья Харм и Калликарп. Руководил поселенцами на Сардинии, по некоторым мифам его сопровождал Дедал.
Некоторое время прожил на Сицилии, где ему поклоняются как богу. Во Фракии приобщился к обрядам Диониса. Вергилий (и только он) рассказывает, что Аристей, прельстившись Эвридикой (женой Орфея), преследовал её, и женщина, убегая, была укушена ядовитой змеёй, отчего умерла. Прожив некоторое время на горе Гем, Аристей исчез и удостоился божественных почестей.
Аристея особенно ценили как покровителя пчёл (и потому называли именем Мелиссей), охоты (Агрей) и пастухов (Номий). В некоторых местностях Аристей почитался наравне с Зевсом и Аполлоном. На древних монетах его изображали то Зевсом, то Аполлоном, а на обратной стороне было изображение пчёл или винограда.